# Кубок Ірану з футболу
Кубок Ірану з футболу (Кубок Хазфі, перс. جام حذفی) — футбольний клубний турнір в Ірані, який проводиться під егідою Федерації футболу Ісламської Республіки Іран.

## Історія
Турнір започаткований 1975 року. Першим переможцем став «Малаван». Турнір не проводився через Ісламську революцію в Ірані та ірано-іракську війну у 1978—1985 роках, а також у сезонах 1991/92, 1992/93 та 1997/98.
Протягом 1980-х років не проводився чемпіонат Ірану з футболу, тому переможець Кубка Ірану з футболу представляв Іран у Азійському Кубку чемпіонів. Після відновлення чемпіонату переможець Кубка представляв Іран у Кубку володарів кубків Азії. З сезону 2002/03 переможець Кубка представляє Іран у Лізі чемпіонів АФК.

## Формат
Розіграш кубка проводиться за кубковою системою. У першому й другому раундах грають команди нижчих дивізіонів, команди елітного дивізіону розпочинають турнір з 3 або 4 раунду. У кожному раунді переможець пари визначається за підсумками одного матчу, який проводиться на полі команди, що визначається жеребкуванням.

## Фінали
Команда-переможець виділена жирним.
| Сезони                                                                  | Команда 1            | Команда 2            | Рахунок              |
| ----------------------------------------------------------------------- | -------------------- | -------------------- | -------------------- |
| 1975–76                                                                 | Малаван              | Трактор Сазі         | 4–1                  |
| 1976–77                                                                 | Тадж                 | Хома                 | 2–0                  |
| 1977–78                                                                 | Турнір не проводився | Турнір не проводився | Турнір не проводився |
| 1978–79                                                                 | Турнір не проводився | Турнір не проводився | Турнір не проводився |
| 1979–80                                                                 | Турнір не проводився | Турнір не проводився | Турнір не проводився |
| 1980–81                                                                 | Турнір не проводився | Турнір не проводився | Турнір не проводився |
| 1981–82                                                                 | Турнір не проводився | Турнір не проводився | Турнір не проводився |
| 1982–83                                                                 | Турнір не проводився | Турнір не проводився | Турнір не проводився |
| 1983–84                                                                 | Турнір не проводився | Турнір не проводився | Турнір не проводився |
| 1984–85                                                                 | Турнір не проводився | Турнір не проводився | Турнір не проводився |
| 1985–86                                                                 | Турнір не проводився | Турнір не проводився | Турнір не проводився |
| 1986–87                                                                 | Малаван              | Хібар Хорремабад     | 2–0                  |
| 1987–88                                                                 | Малаван              | Персеполіс           | 0–1                  |
| 1987–88                                                                 | Персеполіс           | Малаван              | 0–0                  |
| Персеполіс переміг 1 — 0 у підсумку                                     |                      |                      |                      |
| 1988–89                                                                 | Малаван              | Шахін Ахваз          | 3–1                  |
| 1988–89                                                                 | Шахін Ахваз          | Малаван              | 4–0                  |
| Шахін Ахваз переміг 5 — 3 у підсумку                                    |                      |                      |                      |
| 1989–90                                                                 | Турнір не проводився | Турнір не проводився | Турнір не проводився |
| 1990–91                                                                 | Естеґлал             | Малаван              | 1–1 дч пен. 5–6      |
| 1991–92                                                                 | Персеполіс           | Малаван              | 2–1                  |
| 1992–93                                                                 | Турнір не проводився | Турнір не проводився | Турнір не проводився |
| 1993–94                                                                 | Сайпа                | Джонуб (Ахваз)       | 0–0                  |
| 1993–94                                                                 | Джонуб (Ахваз)       | Сайпа                | 1–1                  |
| Сайпа переміг 1 — 1 у підсумку за рахунок голу, забитого на чужому полі |                      |                      |                      |
| 1994–95                                                                 | Трактор Сазі         | Бахман               | 1–0                  |
| 1994–95                                                                 | Бахман               | Трактор Сазі         | 2–0                  |
| Бахман переміг 2 — 1 у підсумку                                         |                      |                      |                      |
| 1995–96                                                                 | Барг (Шираз)         | Естеґлал             | 1–3                  |
| 1995–96                                                                 | Естеґлал             | Барг (Шираз)         | 2–0                  |
| Естеґлал переміг 5 — 1 у підсумку                                       |                      |                      |                      |
| 1996–97                                                                 | Барг (Шираз)         | Бахман               | 3–3 дч пен. 3–0      |
| 1997–98                                                                 | Турнір не проводився | Турнір не проводився | Турнір не проводився |
| 1998–99                                                                 | Персеполіс           | Естеґлал             | 2–1                  |
| 1999–00                                                                 | Естеґлал             | Бахман               | 3–1                  |
| 2000–01                                                                 | Зоб Ахан             | Фаджр Сепасі         | 0–1                  |
| 2000–01                                                                 | Фаджр Сепасі         | Зоб Ахан             | 2–1                  |
| Фаджр Сепасі переміг 3 — 1 у підсумку                                   |                      |                      |                      |
| 2001–02                                                                 | Фаджр Сепасі         | Естеґлал             | 1–2                  |
| 2001–02                                                                 | Естеґлал             | Фаджр Сепасі         | 2–2                  |
| Естеґлал переміг 4 — 3 у підсумку                                       |                      |                      |                      |
| 2002–03                                                                 | Зоб Ахан             | Фаджр Сепасі         | 2–2                  |
| 2002–03                                                                 | Фаджр Сепасі         | Зоб Ахан             | 2–2                  |
| Зоб Ахан переміг 6 — 5 по пенальті                                      |                      |                      |                      |
| 2003–04                                                                 | Сепахан              | Естеґлал             | 3–2                  |
| 2003–04                                                                 | Естеґлал             | Сепахан              | 0–2                  |
| Сепахан переміг 5 — 2 у підсумку                                        |                      |                      |                      |
| 2004–05                                                                 | Саба Баттері         | Абумослем            | 1–1                  |
| 2004–05                                                                 | Абумослем            | Саба Баттері         | 1–1 дч               |
| Саба Баттері переміг 4 — 2 по пенальті                                  |                      |                      |                      |
| 2005–06                                                                 | Персеполіс           | Сепахан              | 1–1                  |
| 2005–06                                                                 | Сепахан              | Персеполіс           | 1–1 дч               |
| Сепахан переміг 4 — 2 по пенальті                                       |                      |                      |                      |
| 2006–07                                                                 | Саба Баттері         | Сепахан              | 0–1                  |
| 2006–07                                                                 | Сепахан              | Саба Баттері         | 3–0                  |
| Сепахан переміг 4 — 0 у підсумку                                        |                      |                      |                      |
| 2007–08                                                                 | Пега                 | Естеґлал             | 1–0                  |
| 2007–08                                                                 | Естеґлал             | Пега                 | 3–0 дч               |
| Естеґлал переміг 3 — 1 у підсумку                                       |                      |                      |                      |
| 2008–09                                                                 | Рах Ахан             | Зоб Ахан             | 1–0                  |
| 2008–09                                                                 | Зоб Ахан             | Рах Ахан             | 5–1                  |
| Зоб Ахан переміг 5 — 2 у підсумку                                       |                      |                      |                      |
| 2009–10                                                                 | Гостареш Фулад       | Персеполіс           | 0–1                  |
| 2009–10                                                                 | Персеполіс           | Гостареш Фулад       | 3–1                  |
| Персеполіс переміг 4 — 1 у підсумку                                     |                      |                      |                      |
| 2010–11                                                                 | Персеполіс           | Малаван              | 4–2                  |
| 2010–11                                                                 | Малаван              | Персеполіс           | 1–0                  |
| Персеполіс переміг 4 — 3 у підсумку                                     |                      |                      |                      |
| 2011–12                                                                 | Естеґлал             | Шахін Бушер          | 0–0 дч пен. 4–1      |
| 2012–13                                                                 | Персеполіс           | Сепахан              | 2–2 дч пен. 2–4      |
| 2013–14                                                                 | Мес                  | Трактор Сазі         | 0–1                  |
| 2014–15                                                                 | Нафт Тегеран         | Зоб Ахан             | 1–3                  |
| 2015–16                                                                 | Естеґлал             | Зоб Ахан             | 1–1 дч пен. 4–5      |
| 2016–17                                                                 | Трактор Сазі         | Нафт Тегеран         | 0–1                  |
| 2017–18                                                                 | Естеґлал             | Хунех Бу Хунех       | 1–0                  |
| 2018–19                                                                 | Персеполіс           | Дамаш                | 1–0                  |
| 2019–20                                                                 | Трактор Сазі         | Естеґлал             | 3–2                  |
| 2020-21                                                                 | Фулад                | Естеґлал             | 0–0 дч пен. 4–2      |
| 2021-22                                                                 | Нассаджі Мазандаран  | Алюмініум Арак       | 1–0                  |
| 2022-23                                                                 | Персеполіс           | Естеґлал             | 2–1                  |
| 2023-24                                                                 | Сепахан              | Мес (Рефсенджан)     | 2–0                  |
| 2024-25                                                                 | Естеґлал             | Малаван              | 2–0                  |

## Титули за клубами
| #  | Клуб                | Перемоги | Фінали | Роки перемог                                   | Роки участі в фіналах                    |
| -- | ------------------- | -------- | ------ | ---------------------------------------------- | ---------------------------------------- |
| 1  | Естеґлал            | 8        | 7      | 1977, 1996, 2000, 2002, 2008, 2012, 2018, 2025 | 1991, 1999, 2004, 2016, 2020, 2021, 2023 |
| 2  | Персеполіс          | 7        | 2      | 1988, 1992, 1999, 2010, 2011, 2019, 2023       | 2006, 2013                               |
| 3  | Зоб Ахан            | 4        | 1      | 2003, 2009, 2015, 2016                         | 2001                                     |
| 4  | Сепахан             | 5        | –      | 2004, 2006, 2007, 2013, 2024                   | ----                                     |
| 5  | Малаван             | 3        | 5      | 1976, 1987, 1991                               | 1988, 1989, 1992, 2011, 2025             |
| 6  | Трактор Сазі        | 2        | 3      | 2014, 2020                                     | 1976, 1995, 2017                         |
| 7  | Бахман              | 1        | 2      | 1995                                           | 1997, 2000                               |
| =  | Фаджр Сепасі        | 1        | 2      | 2001                                           | 2002, 2003                               |
| 9  | Барг (Шираз)        | 1        | 1      | 1997                                           | 1996                                     |
| =  | Саба Кум            | 1        | 1      | 2005                                           | 2007                                     |
| =  | Нафт Тегеран        | 1        | 1      | 2017                                           | 2015                                     |
| 12 | Шахін Ахваз         | 1        | –      | 1989                                           | ----                                     |
| =  | Сайпа               | 1        | –      | 1994                                           | ----                                     |
| =  | Фулад               | 1        | –      | 2021                                           | ----                                     |
| =  | Нассаджі Мазандаран | 1        | –      | 2022                                           | ----                                     |
| 16 | Хома                | –        | 1      | ----                                           | 1977                                     |
| =  | Хібар Хорремабад    | –        | 1      | ----                                           | 1987                                     |
| =  | Джонуб (Ахваз)      | –        | 1      | ----                                           | 1994                                     |
| =  | Абумослем           | –        | 1      | ----                                           | 2005                                     |
| =  | Пега                | –        | 1      | ----                                           | 2008                                     |
| =  | Рах Ахан            | –        | 1      | ----                                           | 2009                                     |
| =  | Гостареш Фулад      | –        | 1      | ----                                           | 2010                                     |
| =  | Шахін Бушер         | –        | 1      | ----                                           | 2012                                     |
| =  | Мес                 | –        | 1      | ----                                           | 2014                                     |
| =  | Хунех Бу Хунех      | –        | 1      | ----                                           | 2018                                     |
| =  | Дамаш               | –        | 1      | ----                                           | 2019                                     |
| =  | Алюмініум Арак      | –        | 1      | ----                                           | 2022                                     |
| =  | Мес (Рефсенджан)    | –        | 1      | ----                                           | 2024                                     |